# Aneuraptera cimiciformis
Aneuraptera cimiciformis är en insektsart som beskrevs av Robert L. Usinger och Ryuichi Matsuda 1959. Aneuraptera cimiciformis ingår i släktet Aneuraptera och familjen barkskinnbaggar. Inga underarter finns listade i Catalogue of Life.